# 井上政次
井上 政次（いのうえ まさつぐ）は、江戸時代前期の下総国高岡藩の世嗣。初代藩主井上政重の嫡男であったが、父に先立った。

## 略歴
慶長7年（1602年）、井上政重の嫡男として誕生。元和4年（1618年）に徳川家光に拝謁し、使番を務める。
島原の乱に際しては、上使となった父とともに寛永15年（1638年）1月3日に島原に派遣された。寛永18年（1641年）12月13日に番をゆるされる。寛永19年（1642年）8月27日、鎌倉で暮らしていた英勝院（徳川家康の側室）が死去したことに伴い、鎌倉に赴いて賻銀（将軍家からの弔慰金）を届けた。
慶安3年（1650年）8月22日、父に先立って死去した。享年49。井上家の家督は、政次の長男・井上政清が継ぐこととなる。

## 系譜
特記事項のない限り、『寛政重修諸家譜』による。子の続柄の後に記した ( ) 内の数字は、『寛政譜』の記載順。
- 父：井上政重（1585-1661）
- 母：不詳[1]
- 正室：井上正友娘[1][3][注釈 3]
  - 長男(1)：井上政清[1]（1628-1675） - 井上家の家督を継承。
  - 次男(2)：井上政実[4] - 半十郎。徳川家綱付きとなるが、16歳で死去[4]。
  - 三男(3)：井上政則[4]（政春[5]） - 源蔵。家綱の小姓となる。1000石の旗本家の祖となる[5]。
  - 四男(4)：井上源八郎[4]
  - 女子(5) - 井上兵部（水戸家家臣）の妻[4]
  - 五男(6)：井上政勝[4] - 源助。家綱に御目見するが、21歳で死去[4]。
  - 六男(7)：井上政明[4] - 伊織。御書院番組頭を務める。500石の旗本家の祖となる[6]。